# 生活単元学習
生活単元学習（せいかつたんげんがくしゅう）とは、以下の2つをさす。
1. 第二次世界大戦に敗北した日本が、アメリカによる「日本の学校教育の民主化」の方針を受け採用した教育方法[1]。GHQの指導によってまとめられた文部省の『新教育指針』（1946年5月）で、「社会科」の新設、「生活単元/問題解決学習」として導入され、その教育内容の構想は1947年3月の『学習指導用要領（試案）』および1951年版学習指導要領で具体化された。[2]。「単元学習」とも呼ばれる。本項では仮に「戦後の生活単元学習」と呼ぶ。
2. 特別支援教育の教育課程のうち、「各教科等を合わせた指導[注釈 1]」の一つ。本項では仮に「現行の生活単元学習」と呼ぶ。

## 戦後の生活単元学習
生活単元学習は、GHQの教育制度改革の一環として導入された、児童生徒の生活経験によって基礎づけたひとまとまりの学習活動であり、生活をいわば〈手段〉として各教科の知識・技能を教えるべく、単元を構成したものであり、デューイの「経験主義」が強く反映されていた。

### 単元の構成と内容の例

#### 中学校理科
第7学年では、
- 単元1　空気はどんなはたらきをするか。
- 単元2　水はどのように大切か。
- 単元3　火をどのように使ったらいいか。
- 単元4　何をどれだけ食べたらよいか。
- 単元5　植物はどのように生きているか。
- 単元6　動物は人の生活にどのように役に立っているか。

この6つの単元を1年間で学習した。以下第8学年，第9学年も同様に6つの単元を学習した。これはアメリカの単元別教科書（Uni-text）の形態にならったものであった。

#### 小学校理科
1948～1949年には小学校第4～6学年用の『小学生の科学』が発行され、小学校でも生活単元学習が始まった。第4学年用の内容は以下のようなものであった。
- A.私たちのまわりにはどんな生物がいるか。
- B.生物はどのように育つか。
- C.空には何が見えるか。地面はどんなになっているか。
- D.湯はどのようにしてわくか。かん電池でどのようなことができるか。
- E.どうしたらじょうぶなからだになれるか。

たとえば「湯はどのようにしてわくか」の内容は、まず最初に「たのしいピクニック」という節があり「風はすずしくなって、空はすみきっていました。よいお天気の日がつづいています。」という実にのんびりした文章で始まっていた。この話はやがて「はんごうにいっぱい水を入れて火にかけたところ、まだ煮立ちもしないのに水があふれこぼれ、みんな首をかしげた」という3ページの話に続き、第2節の「こぼれた湯」でこの問題の解決がはかられるという構成であった。この問題の解決部分は「1．水のふくれかた」で「きょう三郎くんの家でピクニックのときに話し合った研究をすることにしました。」とほとんど全部子どもを主役にした物語で展開していた。この教科書は同じ年輩の子どもたちがどのようにして問題を発見し、その問題をどのように解決していたかという手本を示した「読みもの」であった。

#### 小学校算数
昭和27年に刊行された文部省著作教科書『小学生のさんすう(4年生用)』より、「単元４．お店（小数のよせざん・ひきざん）」の単元構成を概説する。
単元の導入
社会科の授業で取り組んだ「お店調べ」を受けて、学習の場を「お店ごっこ」に特定し、その準備をするというシチュエーションを設定する。商品やお金は子どもが協力して作るが、商品は「問屋から仕入れる」という設定とする。
お店の用意
まず、仕入れのために問屋にいくら払えばよいかを考えるという問題を提示し、加法およびこれまでに学習した乗法を基盤として、仕入れについて考える展開となっている。既習の内容を活用して、問題を解決できることをたしかめ、単価のいくつ分代金を求めるときに加法や乗法を用いることができることを示して、次第にこの単元の数学的な内容である小数の加減へと導くように工夫されている。
さらに、売値を社会科で調べた店の値段にしたときのくだもの１個あたりの利益、品物が全部売れたときの利益をそれぞれの果物について求める問題が提示される。
最後に値札の表記方法を「2円50銭→\2.50」と表すことを紹介する。これは生活体験におけるお金の位取りの概念をもとに、現実の状況に即して、小数表現という新たな数学的内容を導入する試みと言える。ここでは、小数を用いた表現とする理由として「書くのにかんたんではやいし，円の位がはっきりわかるから」と社会的有用性を強調している。
おきゃくさま
お店ごっこを実際に行なう場面での学習であることを明確にしたうえで、この単元で新しく学習する数学的内容である小数の加法・減法の学習をする。
小数の加法の計算方法について、お金の位と比較しながら問題解決とその検証を行なっていく学習が展開する。代金の合計を求めたあと、おつりの計算をする必要から、小数の減法について学習を進め、その検算についても学習していく。
さらに、もらった代金と合計金額の端数を相殺するという現実でもよく起こる場面を設定して、実生活への活用を視野に入れた設問を行なっている。その上で、「私たちも、店の人たちが、おつりを出しやすいようにお金の出し方を工夫しましょう。」と実生活の改善に結びつくような文章が加えられている。
うりあげのせいり
お店ごっこが一段落したので、「何がどれだけ売れたか」「今日の総売り上げ額」「今日の総利益」「売上高と店にあるお金が合うか確認する」という手順で学習を進めていく。
この単元のまとめ
単元で学習したことをまとめるページである。ここでは、数学的な内容よりも社会的な目標にかかる内容を強く意識しており、算数の学習を生活に生かすことが強く意識されているといえる。
この他、途中に「おけいこ」として計算練習のページを設け、単元末にテストを設けている。

### 特徴
上田喜彦は、『小学生のさんすう(4年生用)』を分析して、算数における生活単元学習の特徴を以下のようにまとめている。
1. 単元全体及び各分節は、数学的サイクル[注釈 5]を完結することを意図して構成されている。
2. 生活から抽出した数学的内容を明確にして、学習が展開されている。（数学的目標の明確化）
3. 取り扱う素材は、単元で一貫しており、ひとつのストーリーで構成されている。
4. 生活に活用する場面や問題解決を振り返る場面をつくり社会的有用性を強調している。
5. 単元のまとめでは、数学的な目標と社会的な目標についてまとめている。
6. 技能の習熟や定着についても、単元の展開の中にきちんと位置づけられている。
7. 単元のテストなどでは、活用と評価の両方を意識して構成されている。

### 歴史

#### 先史
算数・理科の分野では、戦前から生活算術、生活理科が主張されていた。それは、両教科における戦後生活単元学習や問題解決学習
の先史的な性格を持っていた。たとえば、国定教科書『尋常小学算術書』では、「機械」「燃料」「電燈」（6学年用）等の典型的な生活単元学習を展開していた。さらに、明石女子師範学校附属小学校では1920年代より及川平治が中心となって「生活単位のカリキュラム」の名で生活単元学習が取り組まれていた。

#### 導入の経緯
「米国教育使節団報告書」が1946年3月にGHQに提出された。その報告書では良い教育課程は「まず生徒の興味から出発して、その興味を拡大充実するものでなければならない」「試験のためにただ事実的知識を暗記させるよりは、むしろ自由探求に重きを置くべきである」と指摘し、児童生徒の自発性を重んじながら、民主主義の建設を目指す科学教育を実現するためには、生活単元/問題解決学習以外にはあり得ないと考えられるようになった。それを受けた文部省の『新教育指針』（1946年5月～1947年2月）では、「われわれは先に日本国民の弱点として、合理的精神に乏しく科学的水準が低いことを述べた。そして軍国主義者および極端な国家主義者が、こうした弱点を利用しやすいことを説いた。このことを言い換えれば、真実を愛する心、すなわち真実を求め行う態度が、指導者に誤り導かれないために必要であることを意味する。」と述べた。この方針に従って1947年3月に初めての『学習指要領　一般編（試案）昭和22年度』が刊行され「この書はこれまでの教師用書のように、1つの動かすことの出来ない道を決めて、それを示そうという目的でつくられたものではない。」「教師自身が自分で研究していく手引きとして書かれたものである」と書かれていた。生活単元/問題解決学習は新設の社会科から理科、算数・数学教育に拡大されていった。

#### 生活単元別教科書の発行
生活単元学習はまず新制中学校3年間の中で具体化された。新制中学校はGHQの強力な指導の下で、それまで尋常小学校6年間だけが義務教育だったのを、小学校6年と中学校3年を義務教育とするために設立された学校であった。新制中学校は1947年4月から実現されることが決まったため、文部省は1946年秋から教科書の編集に着手した。文部省の新しい中学校用理科教科書は1947年3月に1冊目が出版され、3カ年分が順次発行され全部で18冊となった。この18冊は生活上に利用する問題をテーマとして、それぞれ独立した内容を持っていた。この教科書は第7学年用（中学1年用）から第9学年用（中学3年用）に分かれ，それぞれの学年がさらに単元別に6冊ずつに分かれていた。

#### 生活単元学習の受容
当時の文部省はアメリカの教科書を手本にして短期間に新しい教科書を作り上げたが、それに対する強い抵抗はなかった。当時文部省の教科書編集の中心となった岡現次郎は回想記で占領軍の強引な指令には不満を述べているが、生活単元学習自体には全く異議をはさんでいない。岡にとっては戦時中の理科教育改革の精神をさらに発展させたものとして積極的に評価された。戦時中の理科教育改革の基本方針は「子どもたちの身近な事象の中から教材を選び出し、子どもたちに作業を中心とした課題を与え、科学上のさまざまな問題について考えさせようとすること」にあったため、それらの考え方からすれば、生活単元/問題解決学習の考え方は異質なものではなかった。
戦前の理科教育改革運動の中心となっていた現場の理科教育研究者たちも、新しい教育に批判的態度を示さなかった。彼らは新しい教科書に多少の疑問を感じても、教育民主化の方針に沿った考え方に圧倒され、明確な教育哲学に支えられていた新教育を批判するには、よほど研究を積み重ねる必要があった。
当時の日本社会にも生活単元/問題解決学習を受け入れる基盤が存在した。それは戦中・戦後の厳しい経済生活の中で、物資を節約して自給自足を維持するという観点から、「生活科学」というものが切実な課題になっていたことである。このころは乏しい食料、乏しい物資をいかに合理的に活用するかという生活上の問題を解決することが、生きるための必要事であった。つまり生活上の問題を自分自身で解決する必要がこのときほど感じられたときはなかった。

#### 生活単元学習の普及
GHQは文部省が教師用書を作成することを禁じた。一般の教師は理科の時間にどのようにして教えたらよいのか、その指針を失って当惑してしまった。それに当時は実験資材は整わず、代用教員が多く、教師の生活も安定していなかったので、落ち着いて従来通りの授業を満足に行うことも期待できない状況であった。
1948年コア＝カリキュラム連盟ができ、「生活教育」の研究普及が開始された。東京文理科大学などで全国各地の教育指導者が集められてアメリカ教育学・生活教育の講習会が連日開かれ、多くのアメリカ教育書が翻訳出版された。
1952年2月には『学習指導要領』の改訂版が文部省から出され、大幅なページ増と共に教育内容がかなり具体的な形で提示され、新しい教育の構想は一応の完成を見た。

#### 戦後の新教育の実態
しかし、この指導要領は机上の理想論で、実際の授業はなかなかそのプラン通りに進められることはなかった。元文部事務官で学習指導要領作成に関わった永田義夫（当時横浜国立大学教授）は「終戦後の現象として、理科と社会科の指導を全く行わないという学校が少なくないようである。その理由は、これらの教科では何を指導すべきかの内容があまりにも広汎で、しかも漠然としすぎているために、教師自身が手のつけようがないというのが主なものであるらしい」と述べている。永田は「このような欠陥が生じるのは教師の教養に帰することができる」と、現場教師の教養の無さを批判している。
これに対して教育学者の板倉聖宣は、「私たちの身の回りの事物に関する法則は大変雑多で、専門の自然科学者でもこれを解き明かすことは極めて難しいものである。そのような問題について子どもたち自身に調査・研究させるとなれば、教師はよほどその問題についての研究を積み重ねなければならない。子どもたちの側からしても、そんなことについて自分で実験・観察して、そこから導き出すということはできることではない」と述べている。
その結果「参考書を調べて丸写しにすること」が生活単元/問題解決学習のもっともありふれた姿となった。当時普及したのは理科の授業を「児童生徒の研究、話し合い、発表」を中心に運営していくことで、そのような授業では子どもの学習は宿題として家庭学習に任せるのが普通になり、子どもたちは「与えられた問題に関連のある資料を教科書や参考書から引き写してきて、それを学校で発表する」ということが行われた。
このように生活単元/問題解決学習がうまくいっていないことは誰の目から見ても明らかであったが、「戦後の理科教育の根本理念に誤りがあるためだ」とはなかなか考えられなかった。それは戦後の教育民主化政策の一環として持ち込まれたものであったから、容易に批判や否定はできなかった。教師は指導者たちから「これがうまくいかないのは教師の理解と工夫が不足しているだからだ」といわれて悩むしかなく、子どもたちもおもしろくもない授業を受け、しかもその学力は伸びなかった。

#### 批判の公然化
やがて、生活単元学習による基礎学力の著しい低下が、子どもたちの保護者、科学者、産業界から問題にされはじめた。しかし、教育学者たちは「戦後の教育では知識よりも実際的な問題解決能力を伸ばすことを主眼に置いているので、たとえ言葉のうえの知識が少なくなっていてもそれは心配するには及ばない。実際的な問題解決能力のうえではかえってよくなっているのではないか」などと主張していた。
1951年に国立教育研究所の久保俊一は戦前（1928-1929年）と戦後（1951年）の小学生の算数の学力のどれだけの差があるかを統計的な比較研究で明らかにした。その結果「今の6年生は昔の4年生に対して、加算では勝るが、減算では似たものであり、乗除算では劣る。昔の5，6年生に対してはどの種目でも足下にも及ばない」という事実を明らかにした。その結果1951年に小倉金之助や遠山啓によって数学教育協議会が設立され、激しい生活単元学習に対する批判が始まった。
理科教育では基礎学力という概念もあきらかでなく、学力低下ということがはっきりと示されることはなかった。しかし数学における批判の始まりは理科教育での批判勢力を力づけることとなった。1953年に菅井準一（当時神奈川大学教授）は「あれだけ盛りだくさんな内容をパノラマ式にやっても、科学的に訓練するというたてまえからは効果があまり期待できない。むしろ思い切って三分の一か四分の一に教材を圧縮してやる方が良い」と主張した。
しかしもともと生活単元学習は指導要領や教科書に載せられているテーマの全てを教えることが期待されているわけではなかった。たてまえのうえは教科書の中からテーマを選択して教えることは教師の自由に任されていた。しかし教師がそうしようとしても保護者が上級学校入学のための試験勉強に必要だとしてそれを許さなかった。さらに「いくつかの単元だけを取り上げて他を省略したら、あとでその上に論理の積み上げをする上で困るのではないか」という批判があった。生活上の問題があれこれ出てきたのでは、それを科学の論理体系と合わせることは不可能である。そこで「教えやすく、学びやすく、しかも力のつく」理科教育をめざす新しい理科教育研究運動は、生活単元/問題解決学習を教育学者のたんなる思弁の産物としてしりぞけ、理科教育の教材の整理・系統化をスローガンとして出発し、1954年11月28日に菅井準一が会長となって科学教育研究協議会（科教協）が結成された。
1958年に『学習指導要領』がこれらの声を反映して改訂され、新しい指導要領では生活単元学習が後退し「系統性」を取り入れるようになった。

## 現行の生活単元学習
特別支援教育における生活単元学習は、児童生徒が生活上の目標を達成したり、課題を解決したりするために、一連の活動を組織的に経験することによって、自立的な生活に必要な事柄を実際的・総合的に学習するというものであり、知的障害または重複障害をもつ児童生徒を対象としている。
生活単元学習とは、一定期間、一定の生活上のテーマに沿って、一連の活動に取り組む過程であるともいえる。テーマに沿った一連の活動を単元活動と言い、単元活動の計画・展開に関わる教師の支援的な対応が指導となる。
生活単元学習では、学校行事（学校祭・運動会など）、突発的・偶発的な出来事（被災地へ見舞品を送ろう等）、当面の生活上の諸課題（学校の花壇をきれいにしよう等）など、その時期の多くの子どもたちが興味・関心をもつであろうことがテーマとなる。領域・教科の内容を習得するための単なる手段とするのではなく、子どもたちが主体的に活動に取り組む過程で、結果としていろいろな領域や教科の内容が習得されると考えることが大切である。

### 戦後の生活単元学習
- 小西和也「戦後学習指導要領の変遷と経験主義教育」『サイエンスネット』第11巻、数研出版、2001年、12-15頁。
- 三石初雄「学力形成における生活と科学一算数・理科教育を中心に一」『日本教育学会大會研究発表要項』第54巻、日本教育学会、1995年、284-285頁。
- 橋本美保「1920年代明石女子師範学校附属小学校における生活単元カリキュラムの開発―近代日本における単元論の受容に関する一考察―」『カリキュラム研究』第18巻、日本カリキュラム学会、2009年、1-15頁。
- 上田喜彦「終戦直後における算数科教科書の単元構成の特徴と実践への示唆」『総合教育研究センター紀要』第14巻、天理大学人間学部総合教育研究センター、2016年、55-69頁。
- 増子寛「生活単元学習教科書の再評価」『物理教育学会年会物理教育研究大会予稿集』第16巻、日本物理教育学会、1999年、34-35頁。
- 河野智文「昭和二十年代国語単元学習をめぐる論点の再検討－系統性の問題を中心に一」『兵庫教育大学近代文学雑志』第10巻、兵庫教育大学大学院 教育内容･方法開発専攻 文化表現系教育コース言語系教育分野（国語）前田研究室、1999年、3-13頁。
- 板倉聖宣「第11章　教育民主化と生活単元・問題解決学習」『増補　日本理科教育史』、仮説社、2009年、417-452頁。

### 現行の生活単元学習
- 『特別支援学校小学部・中学部学習指導要領』文部科学省、2018年。(平成30年版)
- 『特別支援学校学習指導要領解説総則等編』文部科学省、2009年。(平成21年版）
- 太田利己、藤原義博『新訂 知的障害教育総論(放送大学教材)』放送大学教育振興会、2015年。
- 角本順次「精神薄弱児教育における生活単元学習指導を再点検する」『教育学部論集』第8巻、佛教大学教育学部、1997年、95-106頁。